# Břetislav I av Böhmen
Břetislav I, död 1055, kallad "den nye Akilles", av huset Přemyslid, var en böhmisk hertig.
Břetislav var hertig 1034-55, och tog 1035 Böhmen i förläning av Konrad II. Han inföll 1038 i Polen men kunde inte hävda sina erövringar där mot den av Tyskland understödde Kasimir I. 1040 försökte han göra sig självständig från kejsaren genom ett krig mot Henrik III, men tvingades slutligen underkasta sig.

## Galleri

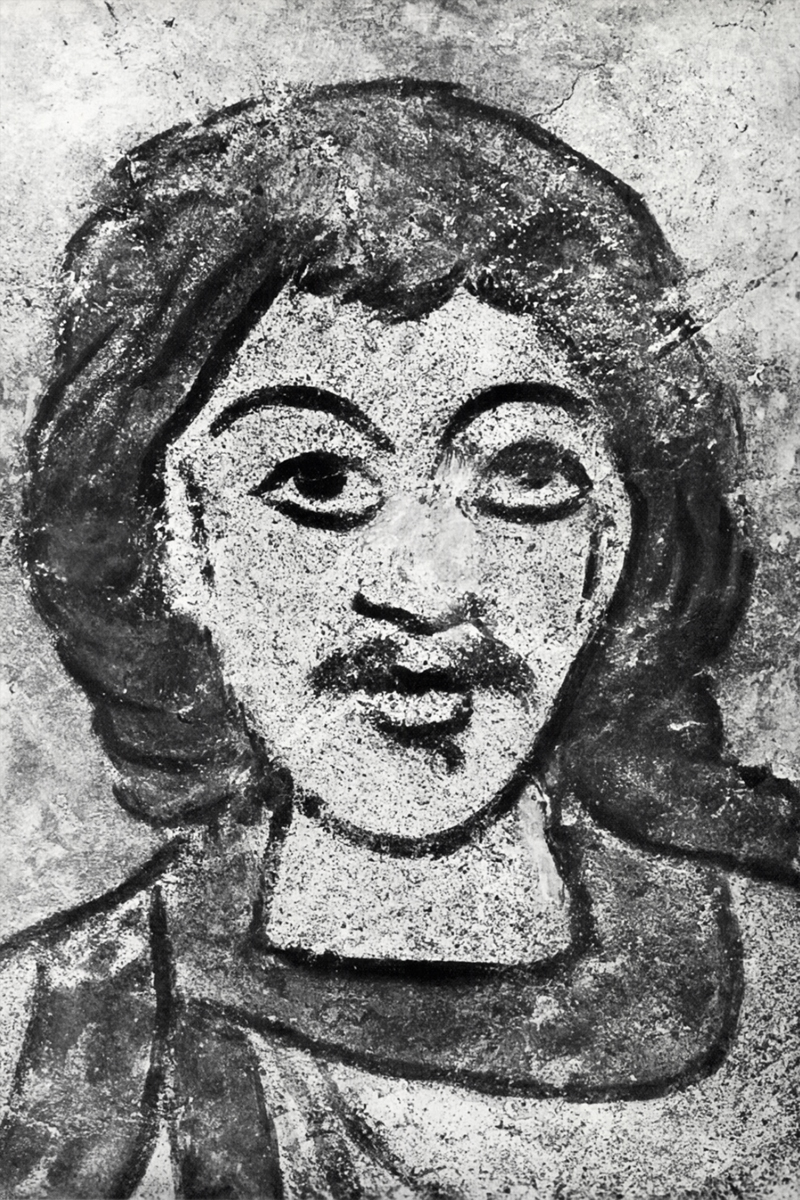
Břetislav I.